# Melanostomias paucilaternatus
Melanostomias paucilaternatus es una especie de pez de la familia Stomiidae en el orden de los Stomiiformes.

## Morfología
Los machos pueden llegar alcanzar los 20,1 cm de longitud total.

## Hábitat
Es un pez de mar y de aguas  tropicales que vive hasta 1.000 m de profundidad

## Distribución geográfica
Se encuentra en el  Atlántico sur (18 ° S, 14 ° W y 27 ° S, 3 ° E), en el Índico y al oeste del Pacífico